# Toporul și pădurea
Toporul și pădurea este un film românesc din 1968 regizat de Bob Călinescu.